# هوندا باسبورت
هوندا باسبورت هي سيارة من شركة هوندا، أنتجت في 1993 وتوقف إنتاجها في 2002.